# Memecylon elliptifolium
Memecylon elliptifolium är en tvåhjärtbladig växtart som beskrevs av Elmer Drew Merrill. Memecylon elliptifolium ingår i släktet Memecylon och familjen Melastomataceae. Inga underarter finns listade i Catalogue of Life.